# Jean-Henri Fabre

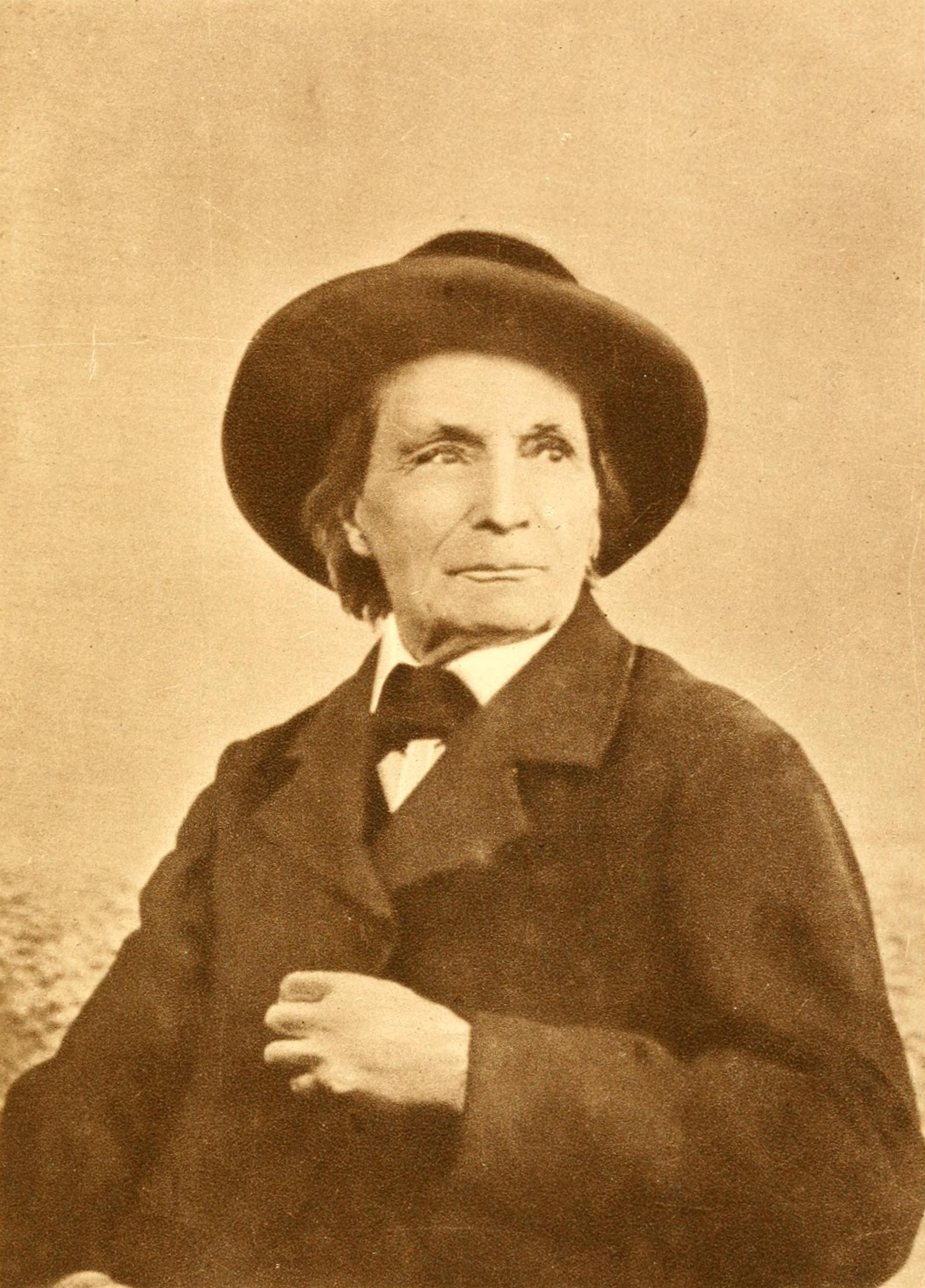
Jean-Henri Fabre

Jean-Henri Fabre (Sant Leons, Occitània, 21 de desembre de 1823 - Serinhan dau Comtat, Provença, 11 d'octubre de 1915) fou un entomòleg francès d'origen occità. Fou professor a Ajaccio i Avinyó. Es retirà a Serinhan, on es dedicà exclusivament a l'estudi dels insectes, i emprengué un gran nombre d'investigacions, que recollí en la seva obra més important, Souvenirs entomologiques (1870-89). És considerat com un dels fundadors de l'entomologia. Va mantenir contactes amb el felibritge i se'n conserva una voluminosa correspondència amb Charles Darwin, Frederic Mistral, Josèp Romanilha i John Stuart Mill.

## Obres
- Souvenirs entomologiques
- Poésie françaises et provençales
- Le monde merveilleux des insectes
- Vie des insectes
- Scène de la vie des insectes
- Moeurs des insectes
- Merveille de l'instinct chez les insectes
- Les Ravageurs
- Les Auxiliaires
- Les Serviteurs
- Le Ciel
- La Terre
- La Plante
- Le Livre des Champs
- Chimie agricole
- L'Industrie